# Schalburgtage

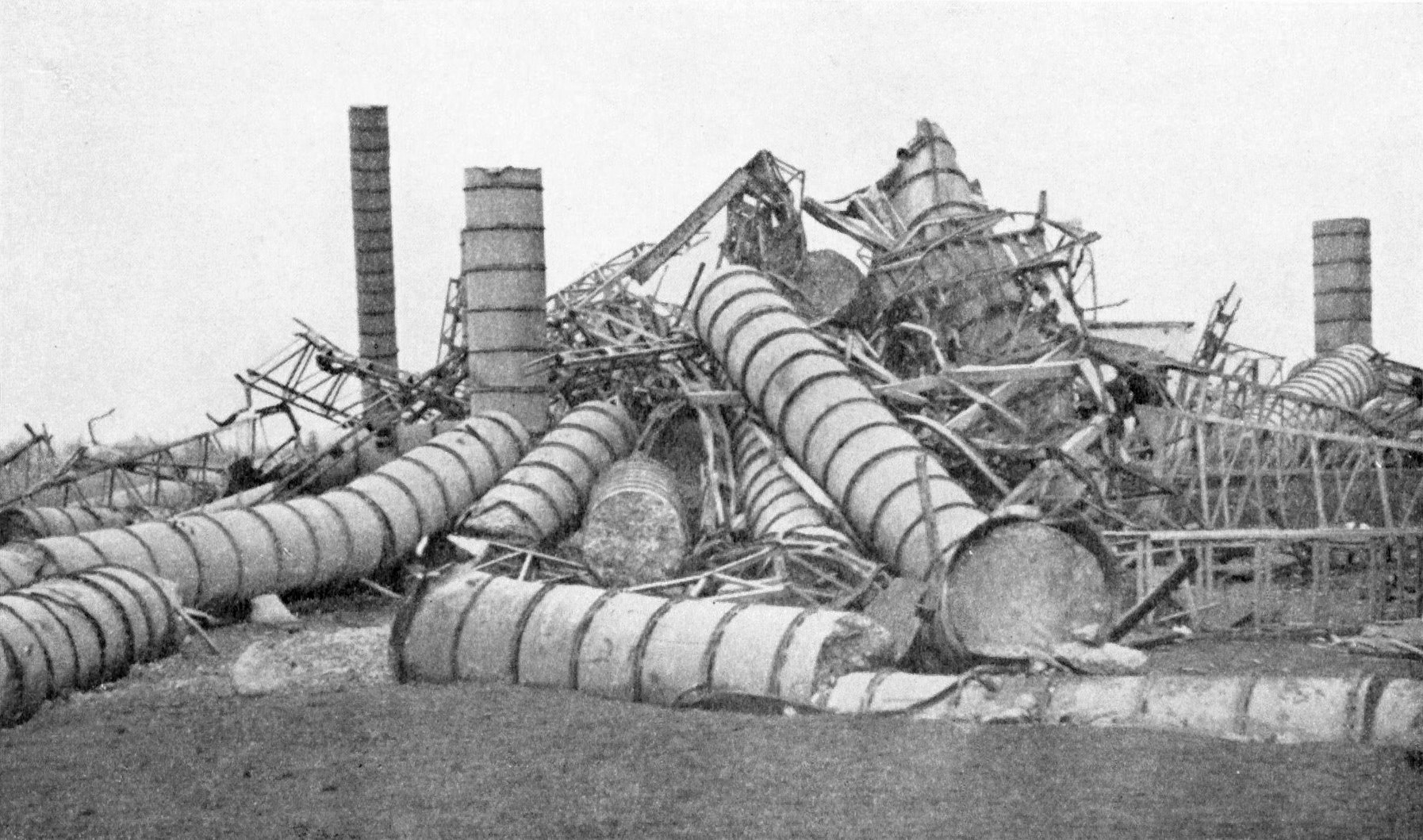
Odinstornet sedan det sprängts söder

Schalburgtage (i analogi med sabotage) var det folkliga namnet för den terror, som tyskarna och deras danska samarbetsmän inledde i slutet av andra världskriget i Danmark. Terrorn riktades mot motståndsrörelsen och mot det danska samhället i stort som hämnd för motståndsaktioner. Det begicks även hämndmord på ansedda danskar, när en tysk soldat eller samarbetsman blev dödad (så kallade clearingmord).
Ockupationsmakten kallade dessa aktioner 'kontrasabotage', men danskarna började snabbt använda begreppet schalburgtage efter Schalburgkorpset, uppkallat efter Christian Frederik von Schalburg, som var ledare för Frikorps Danmark. Schalburgtagen utfördes dock av Peter-gruppen, i vilken de flesta medlemmarna emellertid även var medlemmar av Schalburgkorpset.
Exempel på schalburgtage är nedbränningen av spårvagnshallen i Århus och sprängningen av Odinstornet vid Odense, båda utförda 1944.